# Ectatosticta dapeng
Espèce
Ectatosticta dapeng est une espèce d'araignées aranéomorphes de la famille des Hypochilidae.

## Distribution
Cette espèce est endémique du Tibet en Chine,. Elle se rencontre dans le xian de Gongbo'gyamda.

## Description
Le mâle holotype mesure 9,36 mm et la femelle paratype 15,34 mm.

## Systématique et taxinomie
Ectatosticta nyingchiensis a été placée en synonymie par Li, Yan, Lin, Li et Che en 2021, elle est relevée de synonymie par Wang, Zhao, Irfan et Zhang en 2021.

## Étymologie
Cette espèce est nommée en l'honneur de Dapeng Jinchi Mingwang, personnage de La Pérégrination vers l'Ouest.

## Publication originale
- Lin & Li, 2021 : « Four new species of the genus Ectatosticta (Araneae, Hypochilidae) from China. » Acta Arachnologica Sinica, vol. 30, no 1, p. 1-8.